# Alp Arslan

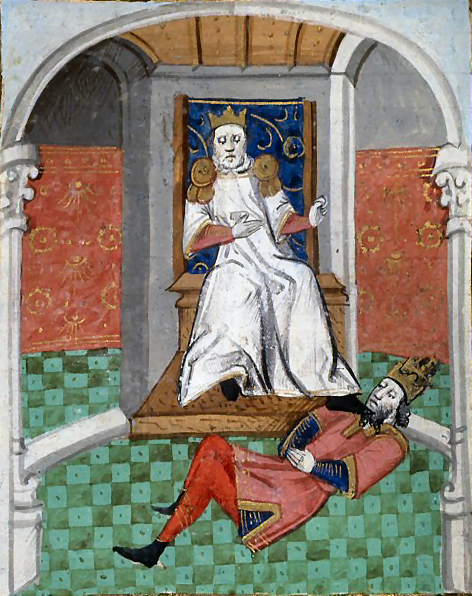
Alp Arslan humillando a Romano IV Diógenes tras la Batalla de Manzikert

Alp Arslan (1029-1072/1073) sultán turco, 
fue el segundo sultán de la dinastía selyúcida, que incorporó Georgia, Armenia y gran parte de Anatolia a sus dominios de Jorasán y el oeste de Irán.
Eligió conquistar, en vez de gobernar, y le dejó la administración de su imperio a su famoso visir, Nizam al-Mulk. En el año 1071, su victoria sobre el Imperio bizantino en la batalla de Manzikert abrió el camino para la circunstancial conquista turca de Anatolia. Falleció un año después cuando fue herido de muerte por un prisionero durante una riña.

## Primeros años
Alp Arslan acompañó a su tío, Tughril Bey, en campañas en el sur contra los fatimíes chiitas, mientras que su padre, Çağrı Bey, permaneció en Jorasán. Tras el regreso de Alp Arslan a Jorasan, comenzó su trabajo en administración por sugerencia de su padre. Mientras estuvo allí, su padre le presentó a Nizam al-Mulk, uno de los estadistas más eminentes de la historia musulmana primitiva y el futuro visir de Alp Arslan.
Después de la muerte de su padre, Alp Arslan lo sucedió como gobernador de Jorasan en 1059. Su tío Tughril murió en 1063 y fue sucedido por Suleiman, el hermano de Arslan. Arslan y su tío Kutalmish disputaron esta sucesión. ( ver batalla de Damghan (1063) ) Arslan derrotó a Kutalmish por el trono y lo sucedió el 27 de abril de 1064 como sultán de los grandes selyúcidas , convirtiéndose así en el único monarca de Persia desde el río Oxus hasta el Tigris.
Al consolidar su imperio y someter a las facciones contendientes, Arslan fue hábilmente asistido por Nizam al-Mulk, y a los dos se les acredita haber ayudado a estabilizar el imperio después de la muerte de Tughril. Con la paz y la seguridad establecidas en sus dominios, Arslan convocó una asamblea de los estados y en 1066, declaró a su hijo Malik Shah I como su heredero y sucesor. Con la esperanza de capturar a Cesarea Mazaca, la capital de Capadocia, se colocó a la cabeza de la caballería turca, cruzó el Éufrates y entró e invadió la ciudad. Junto con Nizam al-Mulk, marchó a Armenia y Georgia, que conquistó en 1064. Después de un asedio de 25 días, los selyúcidas capturaron Ani, la entonces capital de Armenia.

## Enfrentamiento con Bizancio
En el camino para luchar contra los fatimíes en Siria en 1068, Alp Arslan invadió el Imperio bizantino. El emperador Romano IV Diógenes, asumiendo el mando en persona, se encontró con los invasores en Cilicia. En tres arduas campañas, los turcos fueron derrotados en detalle y conducidos a través del Éufrates en 1070. Las dos primeras campañas fueron encabezadas por el propio emperador, mientras que la tercera fue dirigido por Manuel Comnenos, tío abuelo del emperador Manuel Comnenos. Durante ese tiempo, Arslan ganó la lealtad de Rashid al-Dawla Mahmud, el emir Mirdasid de Alepo.
En 1071 Romanos nuevamente tomó el campo y avanzó hacia Armenia con posiblemente 30 000 hombres, incluyendo un contingente de turcos cumanos así como contingentes de francos y normandos, bajo el mando de Roussel de Bailleul. Alp Arslan, que había trasladado sus tropas al sur para luchar contra los fatimíes, retrocedió rápidamente para encontrarse con los bizantinos. En Manzikert, en el río Murat, al norte del lago Van, las dos fuerzas libraron la batalla de Manzikert. Los mercenarios cumanos entre las fuerzas bizantinas desertaron inmediatamente al lado turco. Al ver esto, «los mercenarios occidentales se marcharon y no tomaron parte en la batalla». Para ser exactos, Romanos fue traicionado por el general Andronikos Doukas, hijo del César (el hijastro de Romanos), quien lo declaró muerto y partió con una gran parte de las fuerzas bizantinas en un momento crítico. Los bizantinos fueron derrotados por completo.
El emperador Romano IV fue hecho prisionero y llevado a presencia de Alp Arslan. Después de una humillación ritual, Arslan lo trató con generosidad. Después de que se acordaron los términos de paz, Arslan despidió al emperador, cargado de regalos y acompañado respetuosamente por un guardia militar. Se dice que la siguiente conversación tuvo lugar después de que Romanos fue llevado como prisionero ante el sultán:
— Alp Arslan: ¿Qué harías si me trajeron como prisionero?
— Romanos: Tal vez te mataría o te exhibiría en las calles de Constantinopla.
— Alp Arslan: Mi castigo es mucho más pesado. Te perdono y te libero.
Las victorias de Alp Arslan cambiaron el equilibrio en Asia casi por completo a favor de los turcos selyúcidas y los musulmanes sunitas. Mientras que el Imperio bizantino iba a continuar durante casi cuatro siglos más, y las cruzadas debatirían el tema durante algún tiempo, la victoria en Manzikert marcó el comienzo de la ascendencia turca en Anatolia. La mayoría de los historiadores, incluido Edward Gibbon, fechan la derrota en Manzikert como el comienzo del fin del Imperio Romano de Oriente.

## Organización estatal
La fuerza de Alp Arslan estaba en el ámbito militar. Los asuntos domésticos fueron manejados por su hábil visir, Nizam al-Mulk, el fundador de la organización administrativa que caracterizó y fortaleció al sultanato durante los reinados de Alp Arslan y su hijo, Malik Shah. Feudos militares, gobernados por príncipes selyúcidas, se establecieron para proporcionar apoyo a los soldados y para acomodar a los turcos nómadas a la escena agrícola establecida de Anatolia. Este tipo de feudo militar permitió a los turcos nómadas recurrir a los recursos de los persas sedentarios, turcos y otras culturas establecidas dentro del reino selyúcida, y permitió a Alp Arslan formar un gran ejército permanente sin depender del tributo de la conquista para pagar a sus soldados. No solo tenía suficiente comida de sus súbditos para mantener a su ejército, sino que los impuestos recaudados de los comerciantes y mercaderes se agregaban a sus arcas lo suficiente como para financiar sus continuas guerras.
Según el poeta Saadi Shirazi:

Arslan poseía un fuerte, que se levantó a la altura de Alwand, de todos los que estaban dentro de sus muros, ya que sus caminos eran un laberinto, como los rizos de una novia. A un viajero erudito, Arslan le preguntó una vez:

— ¿Alguna vez, en tus andanzas, has visto un fuerte tan fuerte como este?
— Espléndido —fue la respuesta del viajero—pero no creo que le confiera mucha fuerza. Antes de ti, ¿no lo poseyeron otros reyes durante un tiempo, que luego desaparecieron? Después de ti, ¿no tomarán el control otros reyes y se comerán el frutos del árbol de tu esperanza?

En la estimación de los sabios, el mundo es una gema falsa que pasa cada momento de una mano a otra. [El fuerte fue saqueado por los mongoles liderados por Hulagu].

Suleiman ibn Kutalmish era el hijo del contendiente por el trono de Arslan; fue nombrado gobernador de las provincias noroccidentales y asignado a completar la invasión de Anatolia. Una explicación para esta elección solo puede conjeturarse a partir del relato de Ibn al-Athir de la batalla entre Alp-Arslan y Kutalmish, en la que escribe que Alp-Arslan lloró por la muerte de este último y lamentaba mucho la pérdida de su pariente.

## Muerte
Después de Manzikert, el dominio de Alp Arslan se extendió sobre gran parte de Asia occidental. Pronto se preparó para marchar hacia la conquista de Turquestán, la sede original de sus antepasados. Con un ejército poderoso, avanzó hasta las orillas del Oxus. Antes de que pudiera pasar el río con seguridad, sin embargo, era necesario someter ciertas fortalezas, una de las cuales fue defendida durante varios días por el gobernador, Yussuf al-Kharezmi, un corasmio. Sin embargo, se vio obligado a rendirse y fue llevado como prisionero ante el sultán, quien lo condenó a muerte. Yussuf, desesperado, desenvainó su daga y se abalanzó sobre el sultán. Alp Arslan, que se enorgullecía de su reputación como arquero, hizo un gesto a sus guardias para que no interfirieran. Sacó su arco, pero su pie resbaló, la flecha se desvió, y recibió la daga del asesino en su pecho. Alp Arslan murió de esta herida cuatro días después, el 25 de noviembre de 1072, en su año 42, y fue llevado a Merv para ser enterrado junto a su padre, Chaghri Beg.